# 拉利伯塔德省
拉利伯塔德省（西班牙語：La Libertad）是薩爾瓦多十四個省之一，位於該國中西部，南臨太平洋。面積1,653平方公里，人口842,624人（2006年）。首府圣特克拉。1865年建省。下分二十二個自治市。